# Lưu Tổng
Lưu Tổng (chữ Hán: 劉總, bính âm: Liu Zong, ? - 2 tháng 5 năm 821), pháp hiệu Đại Giác (大覺), tước hiệu Sở công (楚公), là Tiết độ sứ Lư Long dưới thời nhà Đường trong lịch sử Trung Quốc. Ông làm chính biến giết hại phụ thân Lưu Tế và huynh trưởng Lưu Cổn năm 810, rồi đoạt quyền kiểm soát đất Yên, cai trị bán độc lập với chính quyền trung ương. Năm 821, Lưu Tổng quyết định xuất gia và giao trả 9 châu thuộc Lư Long cho nhà Đường, không bao lâu sau ông qua đời.

## Giết cha anh đoạt ngôi
Sử sách không ghi rõ Lưu Tổng chào đời vào thời gian nào. Ông là con trai thứ hai của tiền Tiết độ sứ Lưu Tế (người cai trị Lư Long từ năm 785 đến 810). Theo tục lệ ở Hà Bắc tam trấn, các tiết độ sứ sẽ truyền ngôi cho con mình, và người con trai trưởng của tiết độ sứ đương nhiệm được phong làm Tiết độ phó sự, giống như chức vị thế tử trong các nước chư hầu, vì vậy chức phó sứ được giao cho anh trai ông là Lưu Cổn.
Cựu Đường thư ghi nhận Lưu Cổn tính âm tặc hiểm quyệt. Từ năm 809, Lưu Tế cử quân hỗ trợ chính quyền trung ương thảo phạt Tiết độ sứ phản động ở Thành Đức là Vương Thừa Tông. Lưu Tế bổ nhiệm Lưu Cổn ở lại U châu trong coi công việc, còn mình và Lưu Tổng ra trận. Lúc này Tổng giữ chức thứ sử Doanh châu, được phong làm Hành doanh đô binh mã sử. Quân của Lưu Tổng chỉ huy bao vây thành An Bình trong một ngày, tuy nhiên nhanh chóng bị đẩy lùi. Quân Lư Long cũng gặp nguy khốn ở Nhiêu Dương và không thể tiến sâu vào lãnh thổ Thành Đức. Cuối cùng chiến dịch không thu được kết quả, triều đình rốt cục xá tội cho Vương Thừa Tông.
Khi kết thúc chiến dịch thì Lưu Tế đã bị bệnh nặng ở Nhiêu Dương. Lưu Tổng bèn tính chuyện cướp ngôi, liền liên mưu với phán quan Trương Tế, Khổng mục quan Thành Quốc Bảo cùng một số tiểu tướng trong quân, sai họ gièm pha với Lưu Tế rằng
Triều đình thấy tướng công chỉ đóng quân ở một chỗ không tiến, nên định cho phó sứ lên làm tiết độ.
Cùng hôm đó, lại có lời lan truyền là tinh tiết triều đình ban cho phó sứ đã đến Thái Nguyên rồi sau đó là đến Đại châu, trong quân ai cũng lo sợ. Lưu Tế kinh hoàng phẫn nộ, cho triệu Lưu Cổn đến chỗ mình và giết mấy chục tướng lĩnh thân thiện với Cổn. Vì quá tức giận, Lưu Tế nhịn ăn uống từ sáng đến trưa, mới cảm thấy khát và đòi uống nước. Lưu Tổng dâng chén nước có độc lên, Lưu Tế uống xong ngã lăn ra chết. Lúc Lưu Cổn đang đi tới Trác châu, Tổng giả mệnh của Tế sai người đánh Cổn tới chết, rồi tự lĩnh quân vụ. Triều đình nhà Đường không hay biết sự việc, nên đồng ý ban tiết việt cho Tổng, phong ông làm Lữ Long quân tiết độ sứ, Kiểm giáo tư không, tước Sở quốc công.

## Tiết độ sứ Lư Long
Năm 816, Vương Thừa Tông chống lại triều đình một lần nữa. Lưu Tổng cử quân hỗ trợ, chiếm huyện Vũ Cương thuộc đất Triệu; và vây thành Nhạc Thọ. Vua Đường Hiến Tông (805 - 820) hạ chiếu phong cho ông làm Đồng trung thư môn hạ bình chương sự. Tuy nhiên quân Yên (và các lộ phiên trấn khác) cũng không thể tiến xa hơn được nữa. Các tể tướng trong triều xét thấy rằng nếu triệu tập quân các trấn đánh diệt thì triều đình sẽ phải tốn rất nhiều tiền của để nuôi quân, ngân khố sẽ cạn kiệt. Do đó vào năm 817, Nhà Vua tạm hoãn chiến dịch, lệnh cho quân các trận quay về lãnh địa của mình.
Năm 817, Tiết độ sứ Chương Nghĩa Ngô Nguyên Tế bị quân nhà Đường đánh bại và giết chết. Vương Thừa Tông hoảng sợ, phải gửi con đến triều đình làm con tin và dâng nộp hai châu Đức, Lệ; khiến lãnh thổ Thành Đức thu hẹp chỉ còn 4 châu. Lưu Tế thấy trấn Lư Long cũng nhiều năm bỏ việc nộp thuế, lo sợ mình sẽ là mục tiêu tiếp theo của triều đình, nên lo sợ; tướng dưới quyền là Đàm Trung khuyên ông học theo họ Vương, dâng đất cho trung ương.

## Xuất gia và qua đời
Sau năm 819, với việc Ngụy châu Điền Hoằng Chánh quy phục, Thái châu Ngô Nguyên Tế bị xử tử, Vận châu Lý Sư Đạo bị ám sát, Trấn châu Vương Thừa Tông ưu tử, thì nhà Đường về cơ bản đã tạm dẹp yên được nạn phiên trấn. Lưu Tổng trơ trọi một mình ở đất Yên, không có đồng minh nên hết sức lo lắng. Những năm cuối, ông liên tục bị ám ảnh bởi cái chết của cha và anh, thường thấy họ hiện về đòi mạng trong giấc mộng. Ông cho mời mấy trăm nhà sư đến phủ của mình và mở tiệc chay thết đãi, thường tổ chức lễ cầu đảo linh đình, đến tối cũng phải ngủ ở chỗ đông người; vì nếu chỉ ngủ một mình thì không thể nào nhắm mắt. Đến năm 821 thời Đường Mục Tông (820 - 824), ông dâng biểu giao trả 9 châu Lư Long về cho triều đình nhà Đường, xin xuất gia làm tăng, lấy phán quan Trương Cao làm lưu hậu. Ông còn xin ban thưởng lớn cho tướng sĩ Lư Long để họ trung thành với triều đình; thỉnh cầu cắt Lư Long thành ba đạo nhỏ: ba châu U, Trác, Doanh là một đạo; bốn châu Bình, Kế, Quy, Đàn là một đạo; đạo còn lại là hai châu Doanh, Mạc do Trương Hoằng Tĩnh, Tiết Bình và Lư Sĩ Mai cai quản. Đồng thời lại khuyên triều đình đề phòng một nhân vật có uy tín lớn là Chu Khắc Dung, cháu nội tiền Tiết độ sứ Chu Thao.
Vua Mục Tông ban quan chức cho một số thân tín của Lưu Tổng, ban tiền thưởng cho tướng sĩ Lư Long; phong ông làm Thị trung; Thiên Bình quân tiết độ sứ, ban pháp hiệu Đại Giác thiền sư, ban cho cà sa màu tím và bố trí cho ông ở chùa Báo Ân tự. Nhà Vua sai hoạn quan đến U châu tuyên chiếu, nhưng khi sứ chưa tới thì Lưu Tổng đã cạo đầu và quy y, sau đó bắt đầu rời khỏi Lư Long. Một số binh sĩ dưới quyền tìm cách ngăn cản, ông bèn giết hơn 10 người rồi trao quyền cho lưu hậu Trương Cao. Ông rời khỏi phủ của mình vào nửa đêm. Khi sứ triều đình nói, Trương Cao ra trả lời rằng không biết Lưu Tổng ở đâu.
Ngày 2 tháng 5 năm 821, Lưu Tổng qua đời ở Định châu thuộc trấn Nghĩa Vũ, không rõ bao nhiêu tuổi. Nhà Đường không thực hiện đề nghị của ông, bổ nhiệm Trương Hoằng Tĩnh làm Tiết độ sứ Lư Long cai trị 7 châu trong trấn cũ, chỉ giao hai châu Doanh, Mạc cho Lư Sĩ Mai, về sau quả nhiên phát sinh bạo loạn.